# رودلف كراوس (سائق فورمولا 1)
رودلف كراوس  (و. 1907 – 1987 م) هو سائق فورمولا 1، ومهندس، ولاعب كرة قدم من ألمانيا الشرقية، ولد في رايشنباخ، توفي في رايشنباخ، عن عمر يناهز 80 عاماً.